# James Clerk Maxwell
James Clerk Maxwell (født 13. juni 1831, død 5. november 1879) var en skotsk matematiker og teoretisk fysiker. Blandt hans vigtigste resultater kan nævnes opstillingen af Maxwells ligninger, inklusive en vigtig modifikation af Amperes lov. Disse var den hidtil mest samlede beskrivelse af elektromagnetisme. Med ligningerne forudsagde Maxwell, at der findes elektromagnetiske bølger, der bevæger sig med lysets hastighed og at lys er sådanne bølger.
Han udviklede også Maxwell-Boltzmann-fordelingen, et statistisk værktøj til at beskrive aspekter af kinetiske varmeteori.
Disse to opdagelser var foreløbere i den moderne fysiks æra og lagde grunden for senere arbejde indenfor felter som speciel relativitetsteori og kvantemekanik.
Maxwell er også kendt for at have skabt det først rigtige farvefotografi i 1861.
Han anses af mange fysikere for at være den videnskabsmand fra det 19. århundrede, der har påvirket det 20. århundredes fysik mest. Hans bidrag til videnskaben anses af mange for at være på højde med bidragene fra Isaac Newton og Albert Einstein.[kilde mangler] I 1931 beskrev Einstein selv Maxwells arbejder som "det dybeste og mest frugtbare fysikken har oplevet siden Newtons tid."